# Ủy ban Quốc tế về Giám sát và Kiểm soát
Ủy ban Quốc tế về Giám sát và Kiểm soát (tiếng Anh: International Commission for Supervision and Control, thường viết tắt là ICC hay ICSC) là một cơ quan quốc tế lập ra theo Hiệp định Genève, 1954 để giám sát và báo cáo lên hai chủ tịch Hội nghị Genève do Anh và Liên Xô đồng chủ tọa. Ủy ban thực tế bao gồm ba thực thể với mục đích là tăng cường và củng cố nền hòa bình cho từng nước là Việt Nam, Lào và Campuchia. Thành viên của Ủy ban là các ủy viên và nhà ngoại giao tới từ ba quốc gia Ba Lan, Canada và Ấn Độ, đại diện cho ba khối cộng sản, tư bản và không liên kết.

## Hoạt động
Ba quốc gia gửi ủy viên làm việc trong Ủy hội là Ấn Độ, Ba Lan và Canada với Ấn Độ chủ tọa. Ủy hội Quốc tế đã lập hồ sơ báo cáo định kỳ. Tuy nhiên nhược điểm của Ủy hội là cơ quan này không có thực lực để thi hành những điều khoản ủy nhiệm. Vì vậy thành tựu của Ủy hội rất mờ nhạt trong cuộc chiến Việt Nam, không tái lập được hòa bình.

### Giai đoạn 1954-1958
Vai trò đầu tiên của Ủy hội là giám sát việc đình chiến giữa Việt Minh và quân đội của khối Liên Hiệp Pháp. Phái đoàn liên lạc của Quân đội Nhân dân Việt Nam hoạt động đến năm 1965 thì quyết định rút phái đoàn liên lạc.
Vấn đề giám sát tổng tuyển cử để thống nhất đất nước không nằm trong phạm vi thẩm quyền của Ủy ban theo các nội dung ghi trong hiệp định. Phía Việt Nam Dân Chủ Cộng Hòa cũng không công nhận thẩm quyền giám sát bầu cử của Ủy ban.
Trước đó, chính phủ Quốc gia Việt Nam đã từ chối kí hiệp định Geneva vì không muốn đất nước bị chia cắt và vì họ tin rằng không thể có bầu cử tự do khi Việt Nam Dân Chủ Cộng Hòa từ chối cho Liên Hiệp Quốc vào giám sát bầu cử.

### 1959-1973
Khi chiến cuộc bắt đầu lan rộng vào thập niên 1960, Ủy hội cố can thiệp. Bản báo cáo vào Tháng Sáu 1962 đặc biệt nêu danh việc xâm nhập và tiến hành chiến tranh du kích của lực lượng Việt cộng do Việt Nam Dân chủ Cộng hòa thực hiện ở phía nam vĩ tuyến 17. Mặc dù ủy viên Ba Lan bỏ phiếu bác bỏ bản báo cáo, Ủy hội với hai ủy viên Ấn Độ và Canada vẫn ra thông báo, lên án Việt Nam Dân chủ Cộng hòa đã vi phạm Hiệp định Genève. Trường hợp ủy viên liên lạc của phái đoàn Việt Nam Cộng hòa là đại tá Hoàng Thụy Nam trước đó bị bắt cóc và sát hại vào năm 1961 bị quy là do lực lượng du kích Quân Giải phóng miền Nam Việt Nam thực hiện tuy nhiên không có bằng chứng đầy đủ chứng minh Quân Giải phóng là thủ phạm. Phía ủy hội cũng ghi nhận các hành vi phạm của Việt Nam Cộng hòa khi tiến hành các chiến dịch Tố Cộng diệt Cộng quy mô lớn do phía Việt Nam Cộng hòa tiến hành.

### Giải tán và thay thế bởi ICCS
Sau khi Hiệp định Paris được ký kết, Ủy hội Quốc tế giám sát đình chiến ở Việt Nam bị giải tán và được thay thế bằng Ủy ban Quốc tế về Kiểm soát và Giám sát Đình chiến Việt Nam (tiếng Anh: International Commission of Control and Supervision; viết tắt: ICCS).